# Огненный (эсминец)
«Огненный» — советский эскадренный миноносец проекта 30-бис. В период с 19 января 1958 года по 27 декабря 1960 года модернизирован и
перестроен в Северодвинске по проекту 31.

## История строительства
Зачислен в списки ВМФ СССР 3 декабря 1947 года. Заложен на заводе № 402 в Молотовске 14 августа 1948 года (строительный № 178), спущен на воду 17 августа 1949 года. Корабль принят флотом 28 декабря 1949, 12 февраля 1950 года на корабле был поднят советский военно-морской флаг, тогда же эсминец вступил в состав советского Военно-Морского Флота.

## Служба
С 12 февраля 1950 года «Огненный» входил в состав Северного флота. 5 октября 1963 года переведён в состав Черноморского флота; 12 октября 1964 года возвращён в состав СФ. С 6 ноября 1968 года корабль входил в состав ЛенВМБ, а с 16 ноября 1968 года — в состав Дважды Краснознамённого Балтийского флота. В период с 6 ноября 1967 года по 16 ноября 1968 года и с 8 февраля 1969 года в Ленинграде корабль прошёл капитальный ремонт. В период с 13 по 28 октября и с 13 ноября по 15 декабря 1971 года находился в зоне военных действий, выполняя боевую задачу по оказанию помощи вооружённым силам Египта. Нанёс визит в Хельсинки (Финляндия) с 10 по 15 августа 1972 года.
25 декабря 1979 года эсминец разоружили, исключили из состава ВМФ в связи с передачей в ОФИ для демонтажа и разделки на металл; 21 мая 1981 года экипаж корабля был расформирован.

## Командиры
- Бакарджиев В. Г. (9—12.1948)[2]